# 江村罗布
江村罗布（藏語：རྒྱལ་མཚན་ནོར་བུ་，威利转写：rgyal mtshan nor bu，藏语拼音：Gyaincain Norbu；1932年6月—），男，藏族，四川省巴塘人（原属西康省），中华人民共和国政治人物，曾任西藏自治區政府主席。

## 生平
1939年，在巴塘小学读书。1945年，在国立巴塘师范学校学习。1956年，加入中国共产党。历任八宿县县长、中共扎东特委副书记、日喀则地委书记、西藏自治区高级人民法院院长。
1978年至1983年任西藏自治区人民检察院检察长。1983年至1985年在中国政法大学学习，并任任西藏自治区党委政法委常委；1985年至1990年任西藏自治区党委副书记。1990年至1998年任西藏自治区人民政府主席，期间于1995年11月29日，与国务委员兼中央政法委副书记罗干、国务院宗教事务局局长叶小文，在拉萨大昭寺，共同主持了十世班禅大师转世灵童的金瓶掣签仪式。1998年3月，第九届全国人大第一次会议上，他当选全国人民代表大会常务委员会委员。
中共十四大代表、中共第十四屆中央候補委員、八届全国人大代表。